# Toledský Alcázar

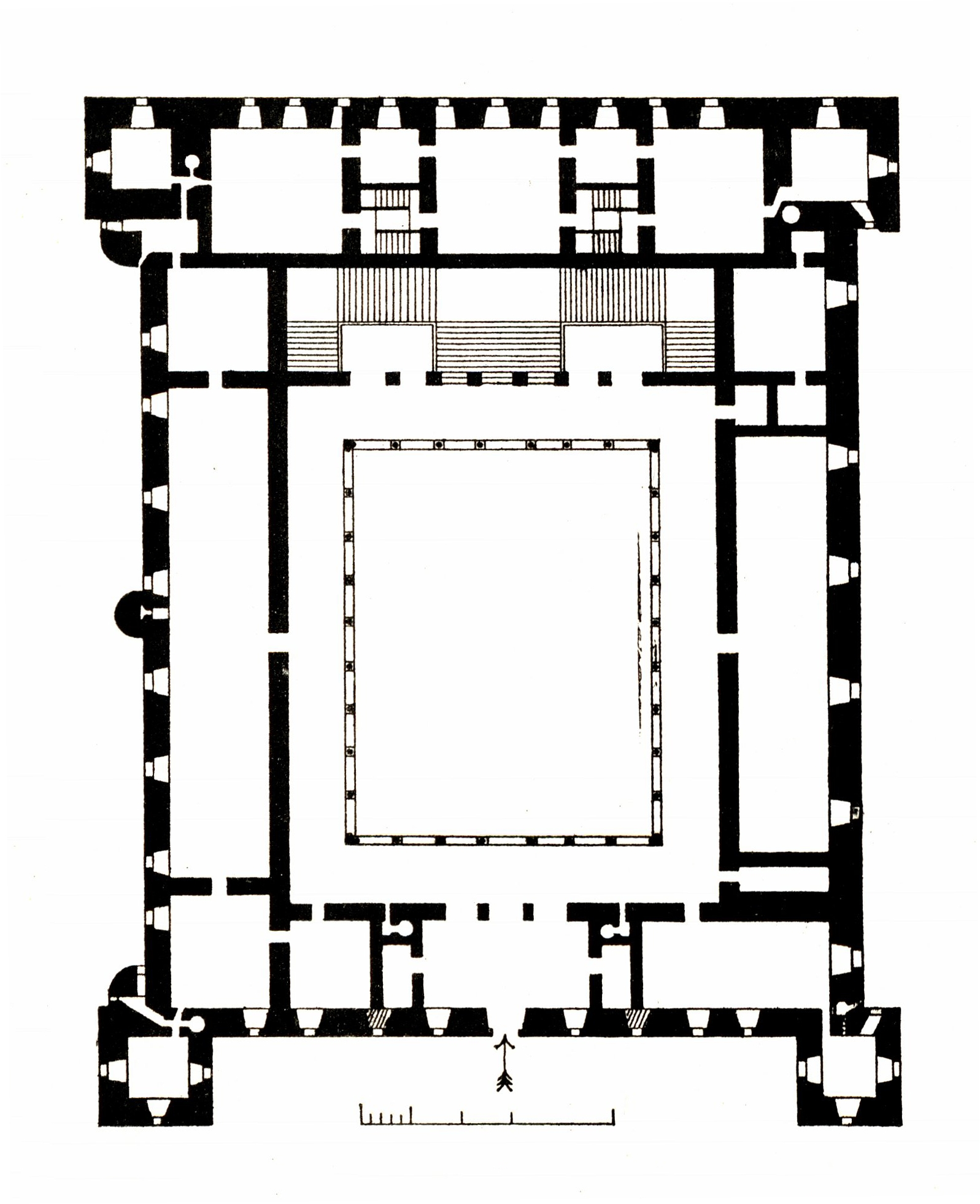
Půdorys

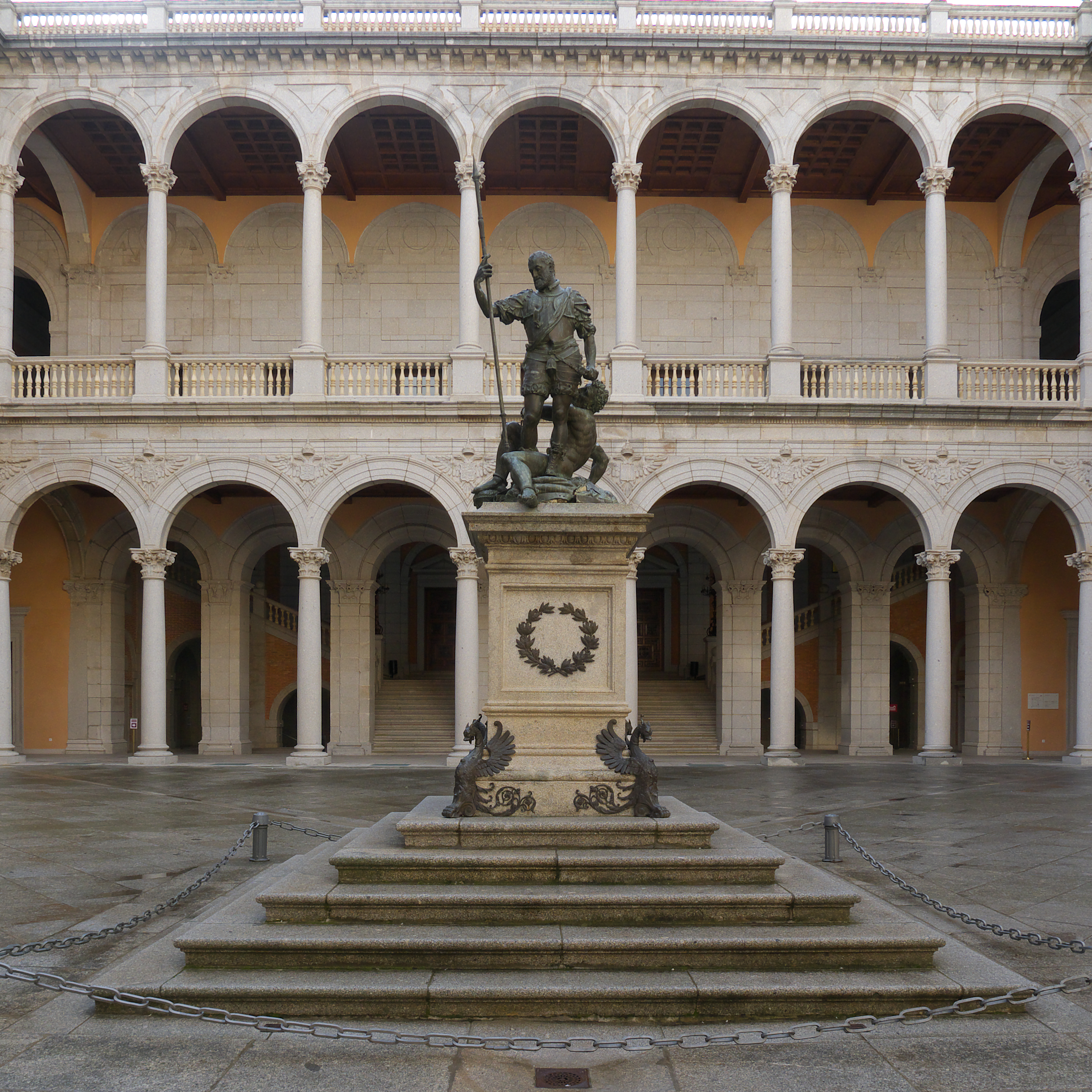
Karel V. na nádvoří

Toledský Alcázar (španělsky Alcázar de Toledo) je hrad a zámek ve španělském městě Toledo, asi 65 km jihovýchodně od Madridu. Stojí na skále nad řekou Tajo a ovládá celé historické město. Spolu s katedrálou, mosty a dalšími stavbami v Toledu je zapsán na seznamu Světového dědictví UNESCO.

## Název
Alcázar je z arabského al-kasr, což je název opevněného zámku, který slouží jako pevnost, ale zároveň umožňuje příjemné a přepychové bydlení. Vyskytuje se v řadě měst v jižním Španělsku (Andalúsii). Al-kasr je zkomolenina z latinského castrum, hrad, pevnost.

## Historie
Alcázar stojí na místě starověké římské pevnosti Tolosa, která byla ve středověku několikrát opravována. Současný renesanční zámek vznikl podle plánu architekta Alonso de Covarrubias z roku 1537, za panování krále Karla I. (tj. císaře Karla V.), v roce 1710 však vyhořel a musel být přestavěn. Za španělské občanské války roku 1936 se v Alcázaru opevnila nacionalistická posádka a republikánské vojsko hrad po dva měsíce marně obléhalo. Zámek byl přitom silně poškozen a musel projít důkladnou rekonstrukcí. „Obležení Alcázaru“ pak hrálo velkou roli ve frankistické propagandě.

## Popis
Obdélná stavba na pravidelném půdorysu o rozměrech asi 75×120 m se čtyřmi mohutnými hranolovitými věžemi ve čtyřech rozích. Má 4 až 6 nadzemních poschodí a je postavena ve střízlivém slohu pozdní renesance, který se španělsky nazývá „desornamentado“, tj. bez ozdob. Rozlehlé nádvoří s pomníkem Karla I. (V.) je obklopeno pravidelnými dvojitými arkádami. Hrad, který dlouho sloužil jako královská residence, je cílem mnoha turistů. K severní straně Alcázaru přiléhá Muzeum španělské armády (Museo del Ejercito).